# Szigetszentmiklós
Szigetszentmiklós é uma cidade da Hungria, situada no condado de Peste. Tem 45,65 km² de área e sua população em 2019 foi estimada em 38.591 habitantes.